# Sebastiano Conca
Sebastiano Conca (8 de janeiro de 1680–1 de setembro de 1764 (84 anos)) foi um pintor italiano do período barroco.

## História
Sebastiano nasceu em Gaeta, na época parte do Reino de Nápoles, e estudou em Nápoles com Francesco Solimena. Em 1706, junto com seu irmão Giovanni Conca, que atuava como seu assistente, mudou-se para Roma, onde trabalhou por muito tempo apenas com giz para aprimorar sua técnica no desenho. Ele era patrocinado pelo cardeal Ottoboni, que o apresentou ao papa Clemente XI que, por sua vez, encomendou-lhe o bem recebido "Jeremias" para decorar a Arquibasílica de São João de Latrão. Ele também pintou uma "Assunta" para a igreja Santi Luca e Martina em Roma.
Logo em seguida, Conca foi feito cavaleiro pelo papa. Ele colaborou com Carlo Maratta na "Coroação de Santa Cecília" (1721-4) para Santa Cecilia in Trastevere. Sebastiano foi eleito em 1718 para a Accademia di San Luca, da qual foi diretor entre 1729 e 1731 e principe em 1732 depois de Camillo Rusconi. Foi reeleito para a função entre 1739 e 1741.

## Arte

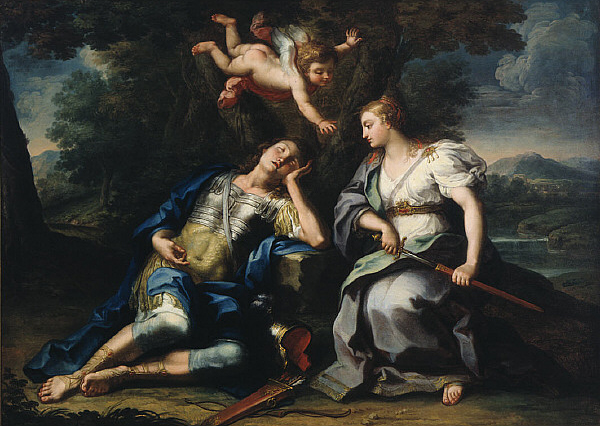
"Rinaldo e Amida", no Saint Louis Art Museum, EUA.

Sua pintura foi fortemente influenciada pelo pintor barroco Luca Giordano. Entre seus pupilos estão Pompeo Batoni, Andrea Casali, Placido Campoli, Corrado Giaquinto, Gregorio Giusti, Gaetano Lapis, Salvatore Monosilio, Litterio Paladini, Francesco Preziao, Rosalba Maria Salvioni, Gasparo Serenari, Agostino Masucci, Domenico Giomi e o pintor religioso bávaro Franz Georg Hermann. O irmão de Sebastiano, Giovanni Conca (m. 1764), pintou a principal peça-de-altar da "Madona do Rosário e São Domingos" para San Domenico.
Ele foi universalmente aclamado e patrocinado em sua época. Trabalhou um tempo para a família Saboia em Turim, no Oratório de São Filipe e Santa Teresa, em Venaria (1721-5), para a Basilica di Superga (1726) e no Palácio real (1733). Pintou também os afrescos da "Probatica" (piscina de Siloé), no Ospedale di Santa Maria della Scala de Siena. Em Gênova, pintou grandes telas alegóricas para o Palazzo Lomellini-Doria (1738–40).
Em 1739, Sebastiano publicou um guia de pintura: "Ammonimenti" ("Admoestações"), que misturava conselhos moralistas com técnicas de pintura. Ele voltou para Nápoles em 1752 e conseguiu o patrocínio real de Carlos III. Seu estúdio foi muito prolífico e ficou encarregado dos afrescos para Santa Chiara (1752-4), cinco telas para a capela do Palácio de Caserta (perdidas) além de muitas outras, incluindo as do mosteiro beneditino de Aversa (1761), uma "História de São Francisco de Paula" para o Santuário de Santa Maria de Pozzano em Castellammare di Stabia (1762–3) e muitas outras peças-de-altar, pintando até a idade avançada.

### Estilo
Entre outras obras que refletem seu estilo barroco tardio estão pinturas como "A Visão de Enéas nos Campos Elísios" (c. 1735/40), uma cena apinhada de figuras clássicas e mitológicas, à deriva em citações acadêmicas e envolvidas por um mundo superelaborado de alegorias, com putti dançantes ou voadores por toda parte. A paisagem é geralmente uma nuvem ondulada. Mesmo uma cena mais íntima, como "Rinaldo & Armida", ao invés de mostrar a cena íntima estre os dois amantes, o próprio amor acabou presente na forma de uma alegoria: um intrometido cupido voador. De forma similar, a introspecção sombria do momento recontado em "Cristo no Jardim de Getsêmani" é atrapalhada por uma cascata de anjos.
Sebastiano foi um artista barroco maneirista, mas não a sua apoteose mais distilada, mas uma elaboração distanciada de suas raízes em Carracci e Cortona.